# August Sicard von Sicardsburg
August Sicard von Sicardsburg (6. prosince 1813, Budín, Maďarsko – 11. června 1868, Weidling, dnes katastrální část města Klosterneuburg) byl rakouský architekt období historismu. Absolvoval studium na vídeňské Technické univerzitě.
Od roku 1834 vyučoval architekturu na Akademii výtvarných umění ve Vídni.

## Stavby
- Kašna se sochou anděla strážného (Schutzengelbrunnen), Rilkeplatz, 4. vídeňský obvod; sochu navrhl Josef Preleuthner
- Sophienbad (1838) – Sofiiny lázně, původně ruské parní lázně (bazén) ve Vídni; roku 2001 budova zcela vyhořela, při rekonstrukci ponecháno jen vstupní průčelí a přistavěn nový společenský sál.
- Vídeňská dvorní Opera (1861–1869), společný projekt s Eduardem van der Nüllem
- Palác Larisch-Mönnich (nyní Irácké velvyslanectví), Johannesgasse 26, 1. vídeňský obvod
- Arsenal ve Vídni
- Římské minerální lázně v Badenu u Vídně
- Carltheater ve Vídni, Praterstrasse, roku 1944 zasažen bombou, po roce 1951 zbořen
- Průmyslový palác pro Světovou výstavu ve Vídni (1873), zbořen

## Slavní žáci
- Heinrich Ferstel (1828–1883)
- Antonín Viktor Barvitius

## Galerie

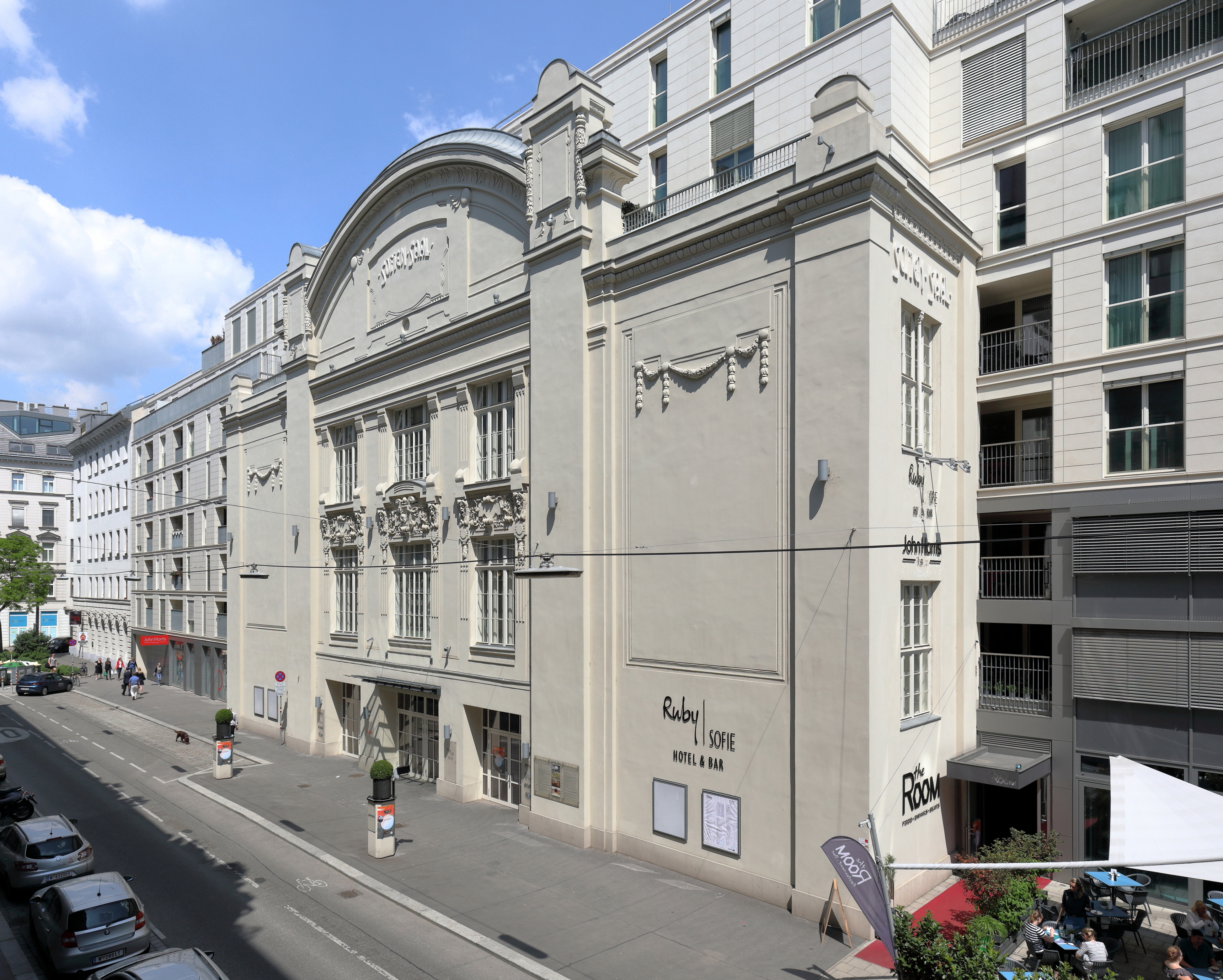
Sofiiny lázně
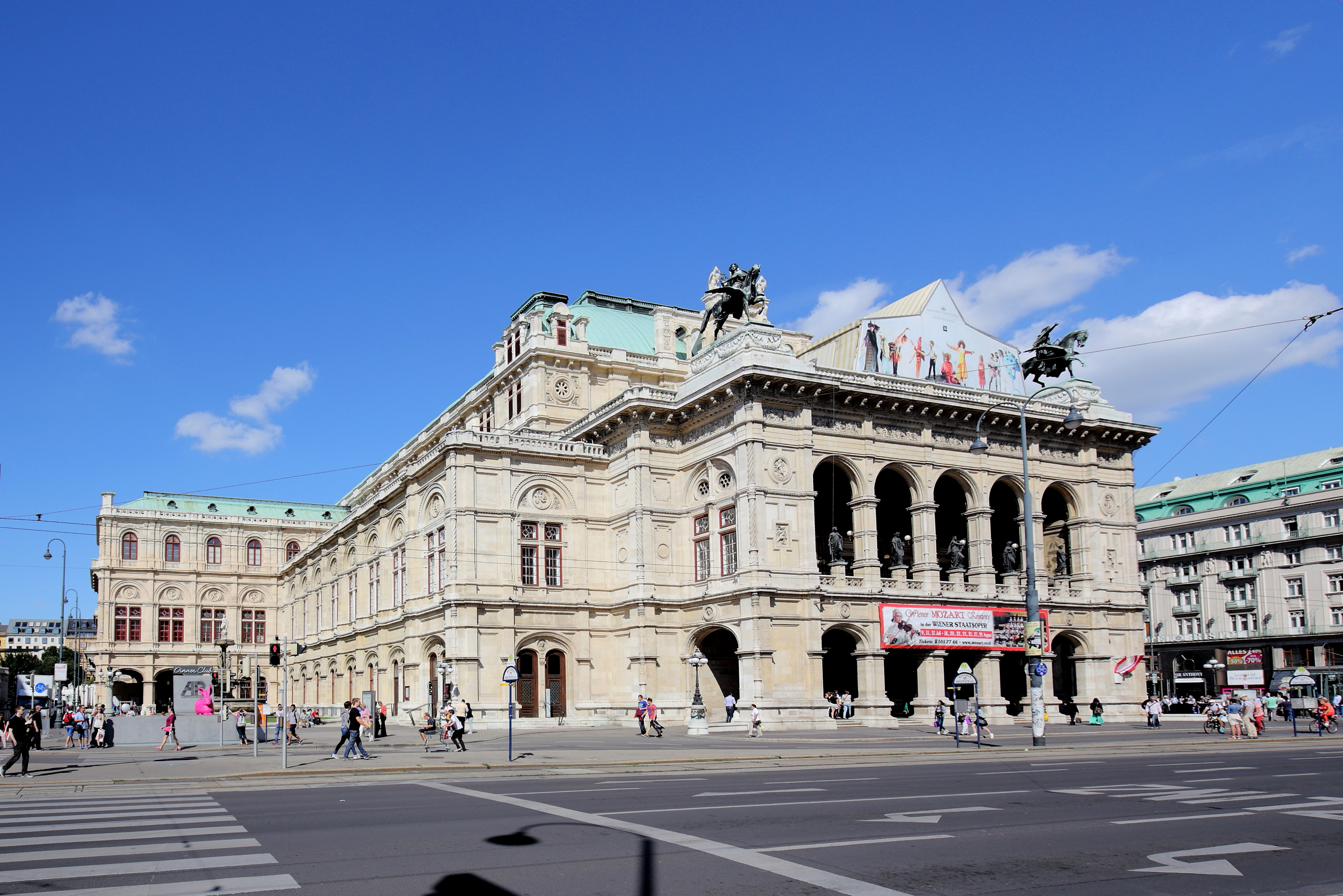
Vídeňská Opera
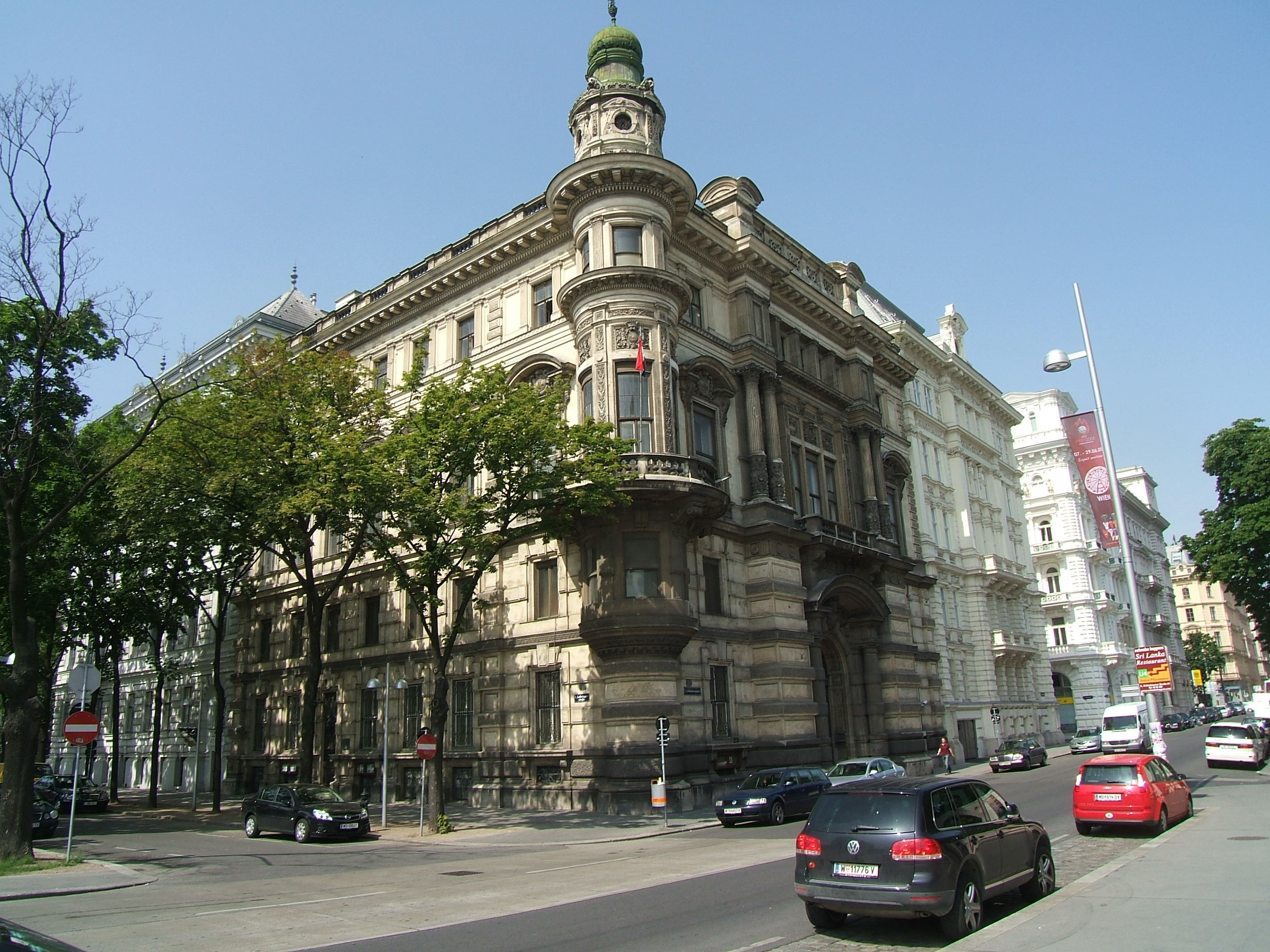
Palác Larisch-Mönnich
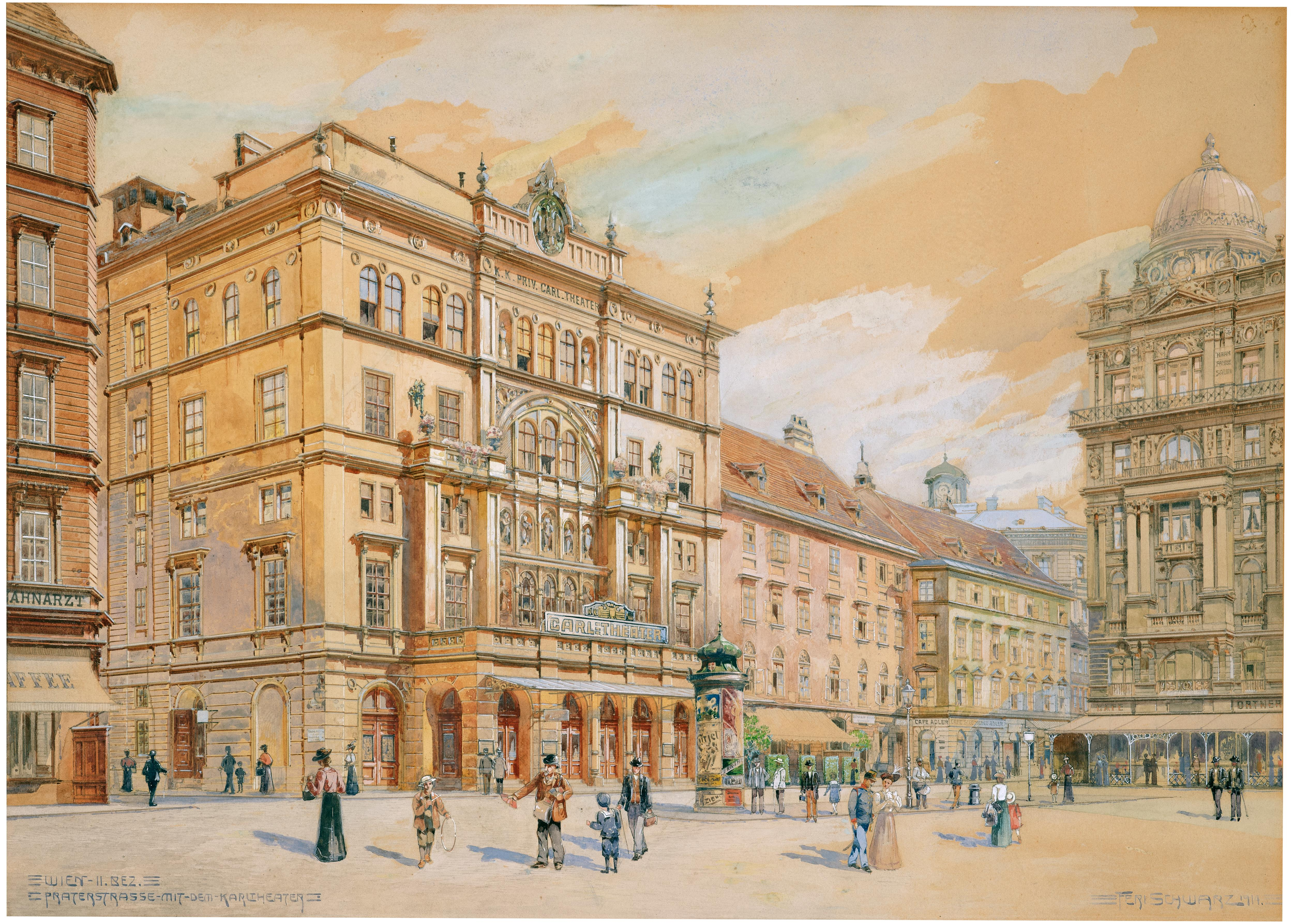
Carltheater (1914)
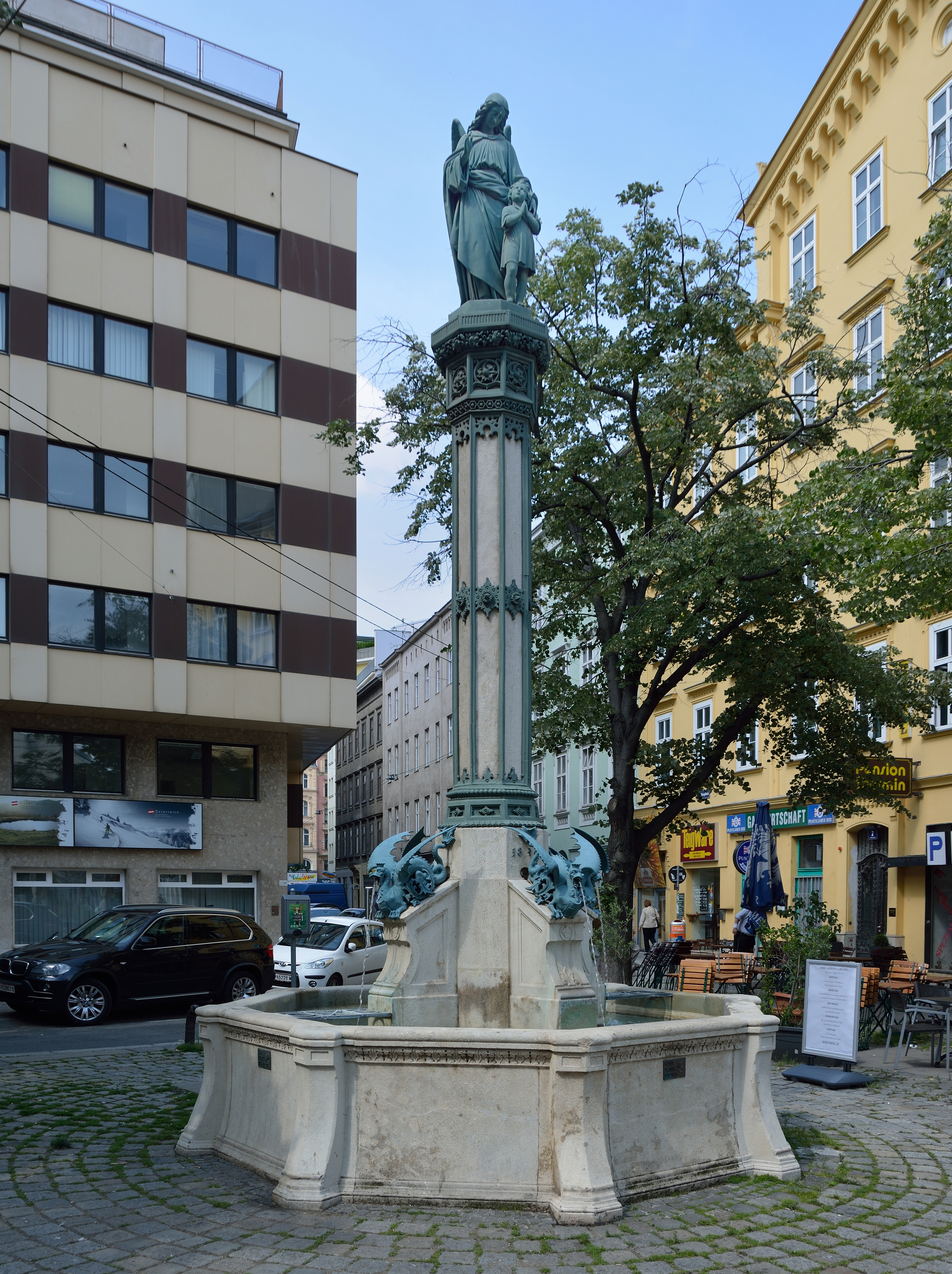
Kašna s andělem strážným